# Чемпіонат УРСР із шахів 1973 (жінки)
33-й чемпіонат України із шахів серед жінок, що проходив з 6 по 16 травня 1973 року у Львові в приміщенні «Львівського республіканського шахового клубу» (площа Ринок, буд.8).

## Загальна інформація
Головний суддя турніру — А. Рейман (республіканська категорія, Сімферополь), головний секретар — Є. Мельников (всесоюзна категорія, Львів).
Змагання проводилися за швейцарською системою у 11 турів.
У чемпіонаті взяли участь 42 шахістки з 17 областей України. Незважаючи на відсутність ряду найсильніших шахісток республіки (М.Шуль, Л.Семенова, О.Андреєва, Л.Ідельчик, Т.Морозова), сильних гравчинь було вдосталь. Конкуренція спостерігалася надзвичайно вперта, і навіть після останнього туру не відразу стало зрозуміло, хто ж переможе. Три учасниці набравши по 8 очок розділили перші три місця і переможницю визначили за системою коефіцієнтів Бухгольця. Чемпіонкою України було визнано 23-річну Олену Єліну з Дніпропетровська, друге місце дісталося Лідії Муленко (Запоріжжя), третє — Зої Матюшиній (Макіївка).
На півочка відстали 19-річна Людмила Куликова (4 місце) і екс-чемпіонка України Раїса Вапнична (5 місце).
Із 231 зіграної на турнірі партії — 171 закінчилася перемогою однієї зі сторін (74,0 %), внічию завершилися 60 партій.

### Регламент
1. Ігри проводяться за швейцарською системою в 11 турів;

2. Ігри відбуваються щодня з 6 по 16 травня 1973 року включно. Турнір проводиться у приміщенні Львівського республіканського шахового клубу;

3. Початок партій о 10:00, за винятком 7 травня (17:00) та 16 травня (09:00). Тривалість туру до 6 годин;

4. Контроль часу — 120 хвилин на перші 40 ходів плюс 60 хвилин до закінчення партії з накопиченням часу. Партії граються без перериву;

5. Переможець змагання визначається за кількість набраних очок;

6. У разі рівності очок у двох або більше учасників місця визначаються (у порядку пріоритетів) за наступними додатковими показниками:
- дод 1 — за системою коефіцієнтів Бухгольца;
- дод 2 — кількість виграних партій;

7. Жеребкування перед початком змагання проводиться за участю учасників першості. Наступне жеребкування проводиться суддівською колегією;

8. Розмови учасниць між собою та з глядачами, поки триває партія, у турнірному приміщенні заборонені.

### Розклад змагань
| - церемонія відкриття турніру — 6 травня (неділя, 10:00) - 1 тур — 6 травня (неділя, 11:00) - 2 тур — 7 травня (понеділок, 17:00) - 3 тур — 8 травня (вівторок, 11:00) - 4 тур — 9 травня (середа, 11:00) - 5 тур — 10 травня (четвер, 11:00) - 6 тур — 11 травня (п'ятниця, 11:00) | - 7 тур — 12 травня (субота, 11:00) - 8 тур — 13 травня (неділя, 11:00) - 9 тур — 14 травня (понеділок, 11:00) - 10 тур — 15 травня (вівторок, 11:00) - 11 тур — 16 травня (середа, 09:00) - церемонія закриття турніру — 16 травня (середа, 15:00) |

## Підсумкова таблиця
| Місце   | Шахістка                   | Місто           | Звання (розряд) |  | + | = | −  | Очки | Дод1 |
| ------- | -------------------------- | --------------- | --------------- |  | - | - | -- | ---- | ---- |
| Gold    | Олена Єліна                | Дніпропетровськ | кмс             |  | 7 | 2 | 2  | 8    | 71,0 |
| Silver  | Лідія Муленко              | Запоріжжя       | 1               |  | 7 | 2 | 2  | 8    | 69,5 |
| Bronze  | Зоя Матюшина               | Макіївка        | 1               |  | 6 | 4 | 1  | 8    | 67,5 |
| 4       | Людмила Куликова (Асланян) | Дніпропетровськ | 1               |  | 7 | 1 | 3  | 7½   | 71,5 |
| 5       | Раїса Вапнична             | Чернівці        | кмс             |  | 5 | 5 | 1  | 7½   | 70,5 |
| 6       | Ірина Розенцвайг           | Львів           | кмс             |  | 6 | 2 | 3  | 7    | 71,5 |
| 7       | Наталія Гасюнас            | Житомир         | кмс             |  | 5 | 4 | 2  | 7    | 68,5 |
| 8       | Марина Нижегородова        | Житомир         | 1               |  | 6 | 2 | 3  | 7    | 67,5 |
| 9       | Є. Козлова                 | Київ            | 1               |  | 6 | 2 | 3  | 7    | 63,0 |
| 10      | Пану Абдікасова            | Київ            | кмс             |  | 6 | 2 | 3  | 7    | 52,0 |
| 11 — 14 | С. Бродська                | Київ            | 1               |  | 5 | 3 | 3  | 6½   |      |
| 11 — 14 | Анна Дудкова               | Харків          | 1               |  | 4 | 5 | 2  | 6½   |      |
| 11 — 14 | Н. Москалькова             | Київ            | 1               |  | 6 | 1 | 4  | 6½   |      |
| 11 — 14 | С. Чорна                   | Одеса           | 1               |  | 4 | 5 | 2  | 6½   |      |
| 15 — 19 | Вікторія Баранова          | Харків          | 1               |  | 4 | 4 | 3  | 6    |      |
| 15 — 19 | Т. Вершиніна               | Чернівці        | 1               |  | 5 | 2 | 4  | 6    |      |
| 15 — 19 | Т. Гіршман                 | Одеса           | 1               |  | 5 | 2 | 4  | 6    |      |
| 15 — 19 | Галина Куликова            | Луцьк           | 1               |  | 4 | 4 | 3  | 6    |      |
| 15 — 19 | О. Рябцева                 | Сімферополь     | 1               |  | 4 | 4 | 3  | 6    |      |
| 20 — 21 | Є (?). Вишнякова           | Хмельницький    | 2               |  | 4 | 3 | 4  | 5½   |      |
| 20 — 21 | В. Шпирко                  | Полтава         | 1               |  | 4 | 3 | 4  | 5½   |      |
| 22 — 31 | Вікторія Артамонова        | Київ            | 1               |  | 2 | 6 | 3  | 5    |      |
| 22 — 31 | Т. Германова               | Львів           | 1               |  | 3 | 4 | 4  | 5    |      |
| 22 — 31 | Л. Кірикова                | Миколаїв        | 1               |  | 4 | 2 | 5  | 5    |      |
| 22 — 31 | Поліна Кагановська         | Київ            | 1               |  | 4 | 2 | 5  | 5    |      |
| 22 — 31 | Світлана Нижник            | Макіївка        | 1               |  | 3 | 4 | 4  | 5    |      |
| 22 — 31 | Т. Самородова              | Ворошиловград   | 1               |  | 3 | 4 | 4  | 5    |      |
| 22 — 31 | К. Столярова               | Одеса           | 1               |  | 3 | 4 | 4  | 5    |      |
| 22 — 31 | Т. Толокняненко            | Київ            | 1               |  | 4 | 2 | 5  | 5    |      |
| 22 — 31 | Айя Цірцене                | Алушта          | 1               |  | 4 | 2 | 5  | 5    |      |
| 22 — 31 | А (?). Чичикало            | Київ            | 1               |  | 4 | 2 | 5  | 5    |      |
| 32 — 35 | Тамара Дмитрієва           | Тернопіль       | 1               |  | 4 | 1 | 6  | 4½   |      |
| 32 — 35 | Ела Карт                   | Львів           | 1               |  | 2 | 5 | 4  | 4½   |      |
| 32 — 35 | Л. Лущай                   | Одеса           | 1               |  | 3 | 3 | 5  | 4½   |      |
| 32 — 35 | Н. Хижняк                  | Біла Церква     | 1               |  | 2 | 5 | 4  | 4½   |      |
| 36 — 38 | Н. Бондарева               | Львів           | 1               |  | 3 | 2 | 6  | 4    |      |
| 36 — 38 | М. Горняткевич             | Львів           | 1               |  | 3 | 2 | 6  | 4    |      |
| 36 — 38 | І. Калайдина               | Львів           | 1               |  | 2 | 4 | 5  | 4    |      |
| 39      | Зоя Лельчук                | Львів           | 1               |  | 3 | 1 | 7  | 3½   |      |
| 40 — 41 | С. Глузгал                 | Вінниця         | 1               |  | 3 | 0 | 8  | 3    |      |
| 40 — 41 | В. Орловська               | Львів           | 1               |  | 2 | 2 | 7  | 3    |      |
| 42      | Д. Гацура                  | Кіровоград      | 1               |  | 0 | 1 | 10 | ½    |      |